# 38e cérémonie des People's Choice Awards
La 38e cérémonie des People's Choice Awards s'est déroulée le 11 janvier 2012 au Nokia Theater de Los Angeles.
Récompensant les artistes, films, séries et chansons ayant le mieux servi la culture populaire en 2011, elle a été présentée par Kaley Cuoco et retransmise aux États-Unis par CBS .

## Numéros musicaux
- Demi Lovato - Give Your Heart a Break
- Faith Hill - Come Home

## Palmarès
Les lauréats sont indiqués ci-dessous en premier de chaque catégorie et en caractères gras.

### Cinéma
Film préféré
- Harry Potter et les Reliques de la Mort, 2e partie
- La Couleur des sentiments
- Mes meilleures amies
- Pirates des Caraïbes : La Fontaine de jouvence
- Transformers 3 : La Face cachée de la Lune

Acteur de cinéma préféré
- Johnny Depp
- Hugh Jackman
- Robert Pattinson
- Daniel Radcliffe
- Ryan Reynolds

Actrice de cinéma préférée
- Emma Stone
- Anne Hathaway
- Julia Roberts
- Jennifer Aniston
- Reese Witherspoon

Icône de cinéma préférée
- Morgan Freeman
- George Clooney
- Robert De Niro
- Harrison Ford
- Tom Hanks

Film d'action préféré
- Harry Potter et les Reliques de la Mort, 2e partie
- Fast and Furious 5
- Thor
- X-Men : Le Commencement
- Transformers 3 : La Face cachée de la Lune

Acteur de film d'action préféré
- Hugh Jackman
- Vin Diesel
- Shia LaBeouf
- Taylor Lautner
- Ryan Reynolds

Film dramatique préféré
- De l'eau pour les éléphants
- L'Agence
- La Couleur des sentiments
- Limitless
- Le Stratège

Comédie préférée
- Mes meilleures amies
- Bad Teacher
- Crazy, Stupid, Love
- Sexe entre amis
- Very Bad Trip 2

Acteur comique préféré
- Adam Sandler
- Steve Carell
- Bradley Cooper
- Ashton Kutcher
- Ryan Reynolds

Actrice comique préférée
- Emma Stone
- Jennifer Aniston
- Cameron Diaz
- Mila Kunis
- Natalie Portman

Acteur ou actrice  de moins de 25 ans préféré
- Chloë Moretz
- Tom Felton
- Rupert Grint
- Daniel Radcliffe
- Emma Watson

Distribution d'ensemble préférée
- Harry Potter et les Reliques de la Mort, 2e partie
- Mes meilleures amies
- Pirates des Caraïbes : La Fontaine de jouvence
- Very Bad Trip 2
- X-Men : Le Commencement

Voix pour un film d'animation préférée
- Johnny Depp pour Rango dans Rango
- Anne Hathaway pour Jewel dans Rio
- Jack Black pour Po dans Kung Fu Panda 2
- Owen Wilson pour Flash McQueen dans Cars 2
- Katy Perry pour la Schtroumpfette dans Les Schtroumpfs

Superhéros de cinéma préféré
- Ryan Reynolds en tant que Green Lantern
- Chris Evans en tant que Captain America
- Chris Hemsworth en tant que Thor
- Jennifer Lawrence en tant que Mystique
- James McAvoy en tant que Professeur X

Adaptation littéraire préférée
- Harry Potter et les Reliques de la Mort, 2e partie, adaptation du roman homonyme de J. K. Rowling
- De l'eau pour les éléphants
- La Couleur des sentiments
- Numéro Quatre, adaptation du roman I Am Number Four de James Frey et Jobie Hughes (sous le pseudonyme de « Pittacus Lore »)
- Soul Surfer, adaptation du roman homonyme de Bethany Hamilton, Sheryl Berk et Rick Bundschuh

### Télévision
Série dramatique sur le réseau national préférée
- Supernatural
- Dr House
- The Good Wife
- Grey's Anatomy
- Vampire Diaries

Série dramatique sur le réseau câblé préférée
- Pretty Little Liars
- Dexter
- FBI : Duo très spécial
- Le Trône de fer
- True Blood

Nouvelle série dramatique préférée
- Person of Interest
- Once Upon a Time
- Revenge
- The Secret Circle
- Terra Nova

Acteur dans une série dramatique préféré
- Nathan Fillion pour Castle
- David Boreanaz pour Bones
- Patrick Dempsey pour Grey's Anatomy
- Hugh Laurie pour Dr House
- Ian Somerhalder pour The Vampire Diaries

Actrice dans une série dramatique préférée
- Nina Dobrev pour The Vampire Diaries
- Emily Deschanel pour Bones
- Blake Lively
- Eva Longoria pour Desperate Housewives
- Ellen Pompeo pour Grey's Anatomy

Série comique sur le réseau national préférée
- How I Met Your Mother
- The Big Bang Theory
- Glee
- Modern Family
- Mon oncle Charlie

Série comique sur le réseau câblé préférée
- Hot in Cleveland
- Philadelphia
- Nurse Jackie
- Royal Pains
- Weeds

Nouvelle série comique préférée
- 2 Broke Girls
- Last Man Standing
- New Girl
- Suburgatory
- Up All Night

Acteur dans une série comique préféré
- Neil Patrick Harris
- Alec Baldwin
- Chris Colfer
- Cory Monteith
- Jim Parsons

Actrice dans une série comique préférée
- Lea Michele
- Kaley Cuoco
- Courteney Cox
- Tina Fey
- Jane Lynch

Acteur invité préféré
- Katy Perry dans How I Met Your Mother
- Jim Carrey dans The Office
- Kristin Chenoweth dans Glee
- Michael J. Fox dans The Good Wife
- Gwyneth Paltrow dans Glee

Série criminelle préférée
- Castle
- Bones
- Esprits criminels
- Les Experts : Miami
- NCIS : Enquêtes spéciales

Série de science-fiction ou fantastique préférée
- Supernatural
- Fringe
- True Blood
- Vampire Diaries
- The Walking Dead

Émission de compétition préférée
- American Idol
- America's Got Talent
- Dancing with the Stars
- So You Think You Can Dance
- The Voice

Présentateur de talk-show de journée préféré
- Ellen DeGeneres pour The Ellen DeGeneres Show
- Anderson Cooper pour Anderson
- Kelly Ripa, Regis Philbin pour Live With Regis & Kelly
- Rachael Ray pour Rachael Ray Show
- Al Roker, Ann Curry, Matt Lauer, Natalie Morales, Savannah Guthrie pour The Today Show

Présentateur de talk-show de soirée préféré
- Jimmy Fallon pour Late Night with Jimmy Fallon
- Conan O'Brien pour Conan
- David Letterman pour Late Show with David Letterman
- Jimmy Kimmel pour Jimmy Kimmel Live!
- Jay Leno pour The Tonight Show with Jay Leno

Vedette de télé-réalité préférée
- Kim Kardashian
- Kathy Griffin
- Gene Simmons
- Tia et Tamera Mowry
- Giuliana Rancic

### Musique
Artiste masculin préféré
- Bruno Mars
  - Justin Bieber
  - Eminem
  - Enrique Iglesias
  - Blake Shelton

Artiste féminine préférée
- Katy Perry
  - Adele
  - Beyoncé
  - Lady Gaga
  - Taylor Swift

Artiste pop préféré
- Demi Lovato
  - Rihanna
  - Beyoncé
  - Lady Gaga
  - Katy Perry

Artiste hip-hop préféré
- Eminem
  - B.o.B
  - Jay-Z
  - Nicki Minaj
  - Pitbull

Artiste R&B préféré
- Rihanna
  - Bruno Mars
  - Beyoncé
  - Chris Brown
  - Ne-Yo

Artiste country préféré
- Taylor Swift
  - Blake Shelton
  - Lady Antebellum
  - Keith Urban
  - Rascal Flatts

Groupe préféré
- Maroon 5
  - Coldplay
  - Foo Fighters
  - Linkin Park
  - Red Hot Chili Peppers

Chanson de l'année préférée
- E.T. - Katy Perry, avec Kanye West
  - The Edge of Glory - Lady Gaga
  - Moves like Jagger - Maroon 5, avec Christina Aguilera
  - Party Rock Anthem - LMFAO, avec Lauren Bennett
  - Rolling in the Deep - Adele

Album de l'année préféré
- Born This Way - Lady Gaga
  - 21 - Adele
  - 4 - Beyoncé
  - Femme fatale - Britney Spears
  - Own the Night - Lady Antebellum

Vidéo musicale préférée
- Run the World (Girls) - Beyoncé
  - Rolling in the Deep - Adele
  - Last Friday Night (T.G.I.F.) - Katy Perry
  - Party Rock Anthem - LMFAO Feat. GoonRock & Lauren Bennet
  - Judas - Lady Gaga

Tournée musicale préférée
- Katy Perry
  - Bon Jovi
  - Taylor Swift
  - U2
  - Usher